# OnePlus
OnePlus is een Chinese smartphone-fabrikant opgericht in december 2013. Het hoofdkwartier is gevestigd in Shenzhen in China. Afgezien van het vasteland van China, bedient het bedrijf 42 landen en regio's over de hele wereld met ingang van maart 2016.

## Geschiedenis
OnePlus is opgericht op 16 december 2013 door voormalig Oppo onderdirecteurs Pete Lau en Carl Pei. Volgens de Chinese overheidsdocumentatie is Oppo de enige aandeelhouder in OnePlus. Hoewel Lau eerst ontkende dat OnePlus een dochteronderneming van Oppo is, gaven ze bij de vrijgeving van de regelgeving toe dat OnePlus eigendom is van Oppo. Het hoofddoel van OnePlus was om een smartphone te maken die een goede balans is tussen high-end kwaliteit en een lagere prijs dan de telefoons in zijn prijsklasse.

## Producten
OnePlus heeft vijftien toestellen gefabriceerd:
- OnePlus One (codenaam "bacon"; uitgebracht op 23 april 2014; de internationale release op 6 juni 2014)
- OnePlus 2 (codenaam "oneplus2", uitgebracht op 27 juli 2015; de internationale release op 11 augustus 2015)
- OnePlus X (codenaam "onyx", uitgebracht op 29 oktober 2015; de internationale release op 5 november 2015)
- OnePlus 3 (codenaam "oneplus3", uitgebracht op 14 juni 2016; de internationale release 14 juni 2016)
- OnePlus 3T (codenaam "oneplus3t", uitgebracht op 15 november 2016; de internationale release 28 november 2016)
- OnePlus 5 (codenaam "cheeseburger", uitgebracht op 20 juni 2017[bron?]; de internationale release 27 juni 2017[2])
- OnePlus 5T (codenaam "dumpling", uitgebracht op 16 november 2017)
- OnePlus 6 (codenaam "Enchilada"[3], uitgebracht op 16 mei 2018[4]; de internationale release 22 mei 2018[5])
- OnePlus 6T (Codenaam "Fajita", uitgebracht op 6 november 2018)
- OnePlus 6T McLaren
- OnePlus 7
- OnePlus 7 Pro
- OnePlus 7t
- OnePlus 7t Pro
- OnePlus 7t Pro McLaren
- OnePlus 8
- OnePlus 8 Pro
- OnePlus Nord
- OnePlus 8T
- OnePlus Nord N10 5G
- OnePlus Nord N100
- OnePlus 9 (uitgebracht op 23 maart 2021)
- OnePlus 9 Pro (uitgebracht op 23 maart 2021)
- OnePlus Nord CE 5G (uitgebracht 10 juni 2021)
- OnePlus Nord 2 5G (uitgebracht 22 juli 2021)

## Geschiedenis
OnePlus kondigde zijn eerste smartphone, de OnePlus One aan op 23 april 2014. Hierna werden de OnePlus Silver Bullets aangekondigd, die te koop zijn voor een erg schappelijke prijs. Op 11 augustus 2015 kondigde OnePlus zijn tweede smartphone aan, de OnePlus 2. Op 29 oktober 2015 kondigde het bedrijf zijn derde smartphone aan, de OnePlus X, deze smartphone werd in de markt gezet als mid-range telefoon voor wederom een schappelijke prijs. Ook kondigde het bedrijf de OnePlus Icons aan, headphones van veertig euro die de strijd aan moesten gaan met headphones die het vierdubbele kostten. Op 14 juni 2016 werd de vierde telefoon van OnePlus aangekondigd, de OnePlus 3 en later dat jaar de Oneplus 3T.

## OnePlus 6
Op 16 mei 2018 werd de OnePlus 6 gelanceerd, de eerste telefoon van OnePlus met een glazen achterkant. Hij is voorzien van een inkeping, zoals de iPhone X, een vingerafdruksensor en gezichtsherkenning.